# 1662
1662 (MDCLXII) byl rok, který dle gregoriánského kalendáře započal nedělí.

## Události

### Probíhající události
- 1652–1689 – Rusko-čchingská válka
- 1659–1663 – Esopské války

## Narození

#### Česko
- 09. března – František Antonín Špork, český šlechtic, mecenáš umění († 30. března 1738)
- 10. října – Josef Jan Antonín z Thun-Hohensteinu, česko-rakouský šlechtic († 1728)
- neznámé datum
  - Jan Milan, jezuitský misionář, v Rusku u Kalmyků a Tatarů († 24. ledna 1737)

#### Svět
- 17. ledna – Françoise Pitel, francouzská herečka a milenka korunního prince Ludvíka († 30. září 1721)
- 15. února – Giuseppe Vignola, italský hudební skladatel, příslušník neapolské operní školy († listopad 1712)
- 27. března – Marie Louisa Orleánská, španělská královna, manželka Karla II. († 12. února 1689)
- 17. dubna – Erdmunda Tereza z Ditrichštejna, moravsko-rakouská šlechtična a kněžna z Lichtenštejna († 15. března 1737)
- 30. dubna – Marie II. Stuartovna, královna Anglie, Skotska a Irska, spoluvládkyně s manželem Vilémem III. Oranžským († 28. prosince 1694)
- 03. května – Matthäus Daniel Pöppelmann, německý architekt období baroka († 17. ledna 1737)
- 09. května – František Otakar Starhemberg, rakouský šlechtic, dvořan a diplomat († 21. října 1699)
- 12. května – pokřtěn Jan Frans van Bloemen, vlámský malíř působící především v Římě († pohřben 13. června 1749)
- 07. června – Celia Fiennes, anglická cestovatelka a spisovatelka († 10. dubna 1741)
- 11. července – Maxmilián II. Emanuel, vévoda a kurfiřt bavorský († 26. února 1726)
- 03. srpna – Žofie Henrieta Waldecká, německá šlechtična († 15. října 1702)
- 13. srpna – Charles Seymour, 6. vévoda ze Somersetu, anglický politik a šlechtic († 2. prosince 1748)
- 16. srpna – Hans Adam I., třetí lichtenštejnský kníže († 16. června 1712)
- 18. října – Matthew Henry, anglický teolog († 22. června 1714)
- neznámé datum
  - Ján Abrahamffy, slovenský spisovatel († 16. dubna 1728)
  - Giovanni Lorenzo Lulier, italský houslista, violoncellista, trombonista a skladatel († 29. března 1700)
  - Jean Nicolas de Francine, ředitel Královské hudební akademie v Paříži († 1735)
  - Catherine Bernardová, francouzská básnířka, prozaička a dramatička († 6. září 1712)

## Úmrtí
Česko
- 28. února – Johana Polyxena Schofmanová z Hemerlesu, rozená Mitrovská z Nemyšle, paní na Zbyslavi, Hlízově a Konárovicích
- 19. března – Michael Tamasfi, jezuitský teolog, rektor olomoucké univerzity (* 1600)
- 10. června – Hilarion Špaček, františkán a teolog (* ?)
- neznámé datum
  - únor nebo březen – Me'ir ha-Kohen Poppers, česko-syrský rabín (* 1624)

Svět
- 10. ledna – Honoré II., princ monacký (* 24. prosince 1597)
- 26. ledna – Marco Marazzoli, italský kněz, harfenista a hudební skladatel (* 1602)
- 13. února – Alžběta Stuartovna, anglická princezna a česká královna jako manželka Fridricha Falckého (* 1596)
- 20. února – Šabtaj ha-Kohen, židovský učenec, litevský a holešovský rabín (* 1621)
- 23. února – Johann Crüger, německý hudební skladatel (* 9. dubna 1598)
- 08. května – Albert Dorville, belgický misionář v Číně (* 12. srpna 1621)
- 17. května – Vilém Sasko-Výmarský, sasko-výmarský vévoda (* 11. dubna 1598)
- 23. června – Čeng Čcheng-kung, čínský válečník (*1624)
- 29. června – Pierre de Marca, francouzský biskup, historik a právník (* 24. ledna 1594)
- 16. července – Alfons IV. d'Este, vévoda z Modeny a Reggia (* 14. října 1634)
- 08. srpna – Angelo Giori, italský kardinál (* 11. května)
- 14. srpna – Kristýna Magdalena Falcko-Zweibrückenská, německá šlechtična (* 27. května 1616)
- 19. srpna – Blaise Pascal, francouzský matematik, fyzik, spisovatel, teolog a náboženský filozof (* 19. června 1623)
- 20. listopadu – Leopold I. Vilém Habsburský, nejmladší syn císaře Ferdinanda II. a bratr císaře Ferdinanda III. (* 1614)
- 30. prosince – Ferdinand Karel Tyrolský, rakousko-tyrolský arcivévoda (* 17. května 1628)
- neznámé datum
  - Ču Jou-lang, čínský císař (* 1623)
  - Lozang Čhökji Gjalcchän, 4. pančhenlama tibetské buddhistické školy Gelugpa (* 1570)
  - Zaja Pandita,  ojratský buddhistický mnich a učenec (* 1599)
  - Samuel Hartlib, německo-anglický vědec, pedagog a společenský reformátor (* kolem 1600)

## Hlavy států
- Anglie – Karel II. (1660–1685)
- Francie – Ludvík XIV. (1643–1715)
- Habsburská monarchie – Leopold I. (1657–1705)
- Osmanská říše – Mehmed IV. (1648–1687)
- Polsko-litevská unie – Jan Kazimír II. Vasa (1648–1668)
- Rusko – Alexej I. (1645–1676)
- Španělsko – Filip IV. (1621–1665)
- Švédsko – Karel XI. (1660–1697)
- Papež – Alexandr VII. (1655–1667)
- Perská říše – Abbás II.